# Bionade
Bionade – lemoniada dostępna w pięciu smakach: naturalnie mętna cytryna, cytryna-bergamotka, naturalnie mętna pomarańcza, pomarańcza-imbir oraz czarny bez. Wszystkie są oferowane w ekologicznych butelkach zwrotnych o pojemności 330 ml.

## Produkcja
Lemoniada wytwarzana jest poprzez fermentację słodu z surowców organicznych. W opatentowanym procesie produkcyjnym jeden ze szczepów bakteryjnych zawartych również w Kombucha (Gluconobacter oxydans) nie fermentuje cukru w alkohol, jak w warzeniu piwa, ale w kwas glukonowy. Podobnie jak przy produkcji piwa, używane są tylko materiały wyjściowe: słód i woda. Po procesie filtracji dodaje się dwutlenek węgla oraz naturalne wyciągi z owoców i ziół w zależności od smaku. Kwas glukonowy działa jako naturalny środek konserwujący.

## Historia
Bionade została wynaleziona w 1994 roku przez mistrza piwowarskiego Dietera Leipolda. Rodziny Leipold i Kowalsky były właścicielami browaru, któremu groziła upadłość.
Dieter Leipold około 10 lat pracował nad recepturą napoju. Obserwował pszczoły, które przekształcają fruktozę w kwas glukonowy. Kwas, który zachowuje miód i zapobiega przekształcaniu go w alkohol podczas warzenia piwa. Lata prób przyniosły efekt i końcu udało mu się przekształcić cukier w kwas glukonowy. 24 lutego 1994 roku proces produkcji Bionade został opatentowany w Monachium.
Browar zmagał się z kłopotami finansowymi, grozi mu upadłość. Ratunkiem okazała się wygrana na loterii. Żona Leipolda wygrywa milion marek i przekazuje sumę na ratowanie browaru, co pozwoliło na zatrudnienie specjalistów od marketingu oraz zaprojektowanie nowych etykiet w tym czerwono-biało-niebieską kropkę, która do dziś jest znakiem firmowym Bionade.
W roku 2000 Bionade otrzymała certyfikat i stało się pierwszym oficjalnym organicznym napojem bezalkoholowym.

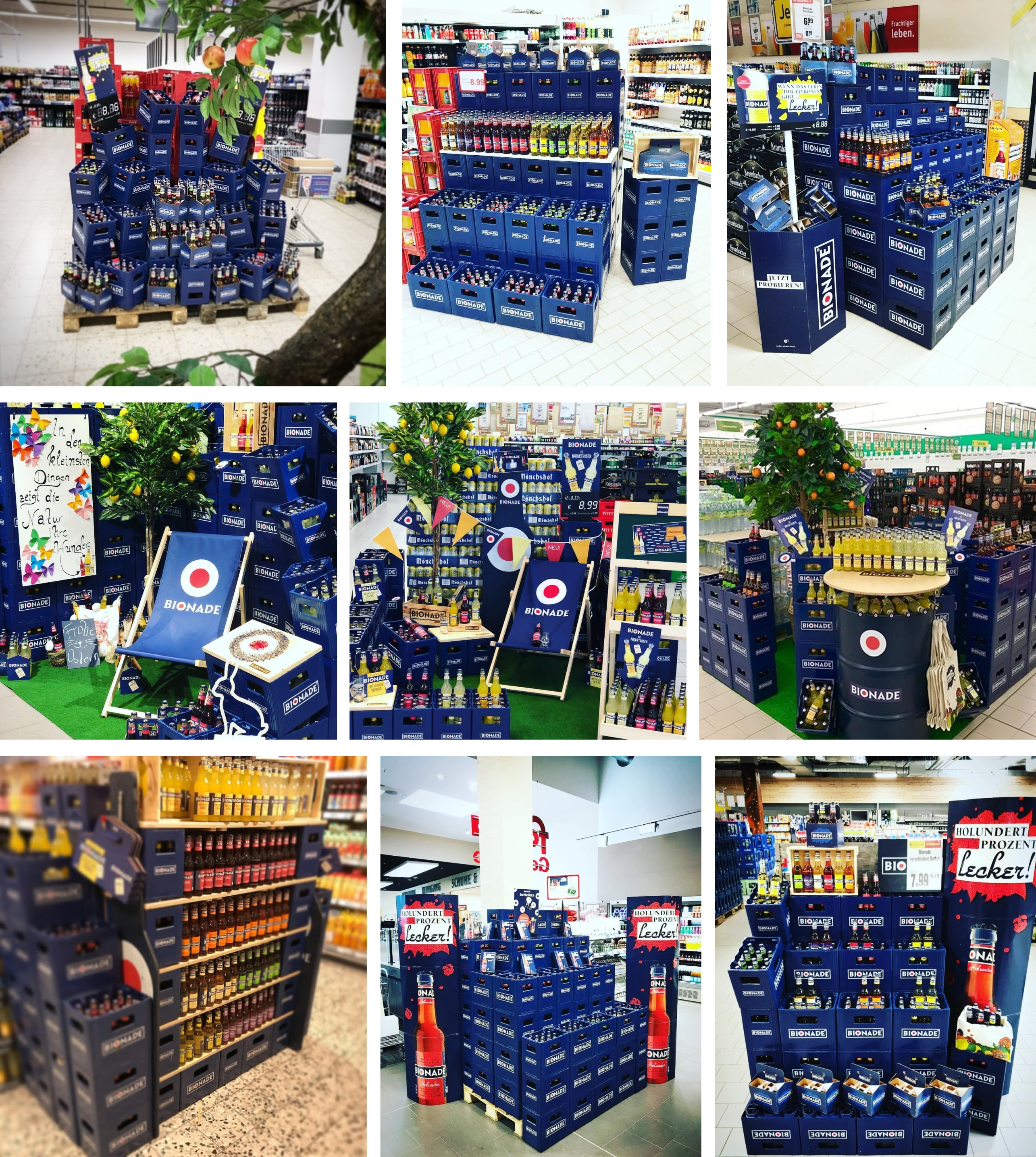
BIONADE w sklepach

Początkowo klientami były tylko kliniki uzdrowiskowe i studia fitness. Jednak w 1997 roku hamburski hurtownik napojów dodał Bionade do swojej oferty, co było przełomem. Ponieważ w ten sposób Bionade trafiła do hamburskich restauracji i pubów. Bionade jest napojem bezalkoholowym w klasycznej, szklanej butelce zwrotnej po piwie. W 2002 r. sprzedano 2 miliony butelek. Bionade odniosła tak duży sukces, że w 2004 roku koncern Coca-Cola próbował przejąć markę, jednak oferta została odrzucona przez kierownictwo Bionade, chroniące tożsamość rodzinnej firmy.

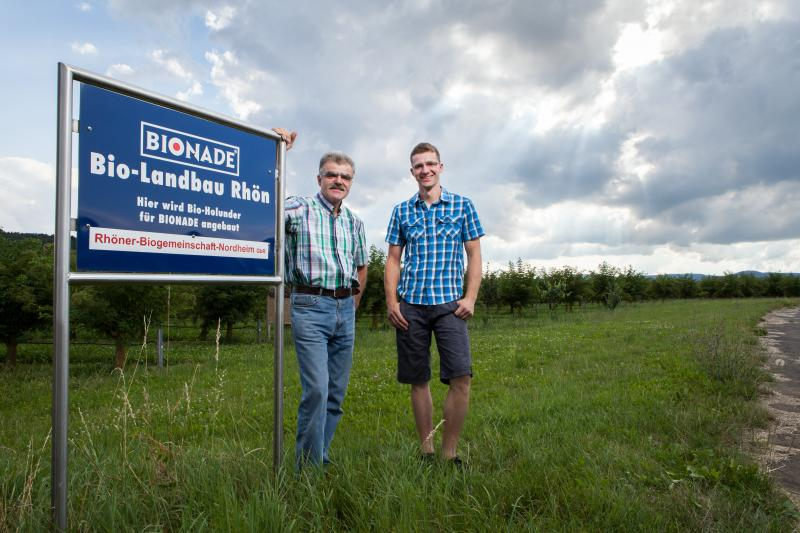
Rolnictwo ekologiczne dla Bionade

Oficjalnym dystrybutorem Bionade w Polsce jest Federacja Niemieckich Browarów Rzemieślniczych.